# Zabłocie (Bolesławiec, Baja Silesia)
Zabłocie (alemán: Thiergarten) es una localidad del distrito de Bolesławiec, en el voivodato de Baja Silesia (Polonia). Se encuentra en el suroeste del país, dentro del término municipal de Nowogrodziec, a unos 5 km al nordeste de la localidad homónima y sede del gobierno municipal, a unos 11 al suroeste de Bolesławiec, la capital del distrito, y a unos 112 al oeste de Breslavia, la capital del voivodato. En 2011, según el censo realizado por la Oficina Central de Estadística polaca, su población era de 282 habitantes. Zabłocie perteneció a Alemania hasta 1945.